# جو تونغ سوب
جو تونغ سوب (1 مايو 1959) هو مدرب كرة قدم كوري ولاعب سابق، درب منتخب كوريا الشمالية لكرة القدم من 2010 إلى 2011.

## روابط خارجية
جو تونغ سوب على موقع قاعدة بيانات كرة القدم.إي يو (الإنجليزية)
- جو تونغ سوب على موقع عالم كرة القدم.نت (الإنجليزية)